# 孔克仁
孔 克仁（こう こくじん、生没年不詳）は、元末明初の儒学者・官僚。本貫は建康府句容県。孔子の五十五世の孫とされる。

## 生涯
行省都事から郎中に進んだ。宋濂とともに朱元璋に近侍すると、天下の形勢や前代の興亡の歴史を論じた。朱元璋は陳友諒を滅ぼすと、中原を制覇する志望を述べて、克仁に諮問した。克仁は兵糧を積んで兵を訓練し、時機を待つよう勧めた。克仁は朱元璋の帷幄に近侍すること最も長く、そのため朱元璋に謀略を聞き入れられることも多かった。洪武2年（1369年）4月、博士として洪武帝の諸子に経学を教授するよう命じられた。後に知江州として出向し、また入朝して参議となった。事件に連座して死んだ。

## 人物・逸話
- 朱元璋は自分を漢の高祖劉邦に擬し、かつて「秦の政治は暴虐で、漢の高祖は無位無官から身を起こし、寛大さで群雄を馭して、ついには天下の主となった。いまも群雄が蜂起しているが、みな法度を修めて軍政を明らかにすることを知らないので、これは成すところがないであろう」と克仁にいった。また「天下に兵を用いる者、河北にボロト・テムルがおり、河南にココ・テムルがおり、関中に李思斉・張良弼がいる。しかし兵数はいても紀律がないのが河北であり、紀律があっても兵が振るわないのが河南である。道が途絶して通じず、兵糧の補給が続かないのが関中である。江南にはただわたしと張士誠がいるだけだ。張士誠は奸計が多く、諜報も盛んだが、兵士に紀律がない。わたしは数十万の大軍を率い、軍政を修め、将帥に任じ、機会に応じて軍を動かせば、その勢いは天下を平定するのに不足ないであろう」といった。克仁は頓首して「主上の神武ならば、天下を一気に平定するでありましょう」と答えた。
- 朱元璋が『漢書』を閲覧すると、克仁は宋濂とともに近侍した。朱元璋が「漢の治道が不純なのはなぜか」と訊ねると、克仁は「王道と覇道が混ざっているためです」と答えた。朱元璋が「誰がその原因となっているのか」と訊ねると、克仁は「責は高祖にあります」と答えた。朱元璋は「高祖の創業の時期は、秦の学問弾圧に遭い、民衆は憔悴して息を吹き返したばかりで、礼楽のことはもとより講義されなかった。文帝が皇帝となって、礼を制定して楽を作り、三代の旧にもどそうとしたが、逡巡して暇がなく、このようにして漢の王業を終わらせたのだ。帝王の道は時機に違わないことを貴ぶ。三代の王はその時機に応じて礼楽を作ることができ、漢の文帝はその時機に応じて作ることができず、後周の世宗はその時機にないのに作ることができたのだ」といった。さらに「漢の高祖が徒歩から身を起こして万乗の主となったのは、いかなる道に操られたからか」と訊ねると、克仁は「人を知ってよく任せ使ったことです」と答えた。朱元璋は「項羽は南面して孤と称し、仁義を施さず、自ら戦いの功を誇った。高祖は人を知って任せることを知っており、柔和でへりくだった応対をし、寛大で思いやり深く行動したので、ついには勝利をえた。いま豪傑は一人ではない。わたしは江左を守り、賢者を任命して民衆を安堵させ、天下の変を観望している。もしいたずらに力勝負をするなら、速やかに平定するのは難しいだろう」といった。徐達らが淮東と淮西を下すと、朱元璋はまた「紅巾の乱により、人民は塗炭の苦しみを味わった。中原諸将のうち、ボロト・テムルは兵を率いて宮闕を犯し、倫理を乱し紀律に違反して、すでに一族皆殺しにされた。ココ・テムルは皇太子アユルシリダラを擁して討伐の名分を立てているものの、私的な報復にはやって、敵に対抗する志がない。李思斉らは凡庸で、ひそかに一方に割拠して、民衆がその被害を受けている。張士誠は外に元の名を借りながら、反覆両端を持している。明玉珍父子は蜀に拠って帝号を僭称しているが、自らの権力を用いるだけで満足して深慮遠謀がない。かれらのやっていることを見るに、みな大事を成すことはできない。予は天の時を計り、人事を審らかにし、時機を定めることができる。いま軍を西方の襄陽・樊城に進出させ、東方の淮水・泗水を越えさせ、首尾あい応じてかれらを攻撃すれば、必ずや勝利する。大事を成すことができれば、天下を平定するのは難しくない。天下を平定した後にも、人民の生活にはなお困難があるが、思慮を労するだけのことだ」と克仁にいった。